# Juan Molina
Juan Francisco Molina Castro (ur. 14 czerwca 1948 w Delgado) – salwadorski kolarz szosowy, uczestnik letnich igrzysk olimpijskich.
Molina reprezentował Salwador na Letnich Igrzyskach Olimpijskich w 1968 w Meksyku. Wystartował w jeździe drużynowej na czas razem z Roberto Garcíą, Francisco Funesem i Mauricio Bolañosem. Salwadorczycy zajęli wówczas 28. miejsce spośród 30. reprezentacji. Molina brał także udział w wyścigu indywidualnym ze startu wspólnego, którego nie ukończył.